# Parowa (Nidzica)
Parowa (deutsch Springborn) ist ein kleiner Ort in der polnischen Woiwodschaft Ermland-Masuren und gehört zur Gmina Nidzica (Stadt- und Landgemeinde Neidenburg) im Powiat Nidzicki (Kreis Neidenburg).

## Geographische Lage
Parowa liegt in der südwestlichen Mitte der Woiwodschaft Ermland-Masuren, neun Kilometer östlich der Kreisstadt Nidzica (deutsch Neidenburg).

## Geschichte
Vor 1945 war Springborn eine zum Staatsforst Grünfließ gehörende Försterei und ab 1874 in den Gutsbezirk Gutfließ, Forst, im gleichnamigen Amtsbezirk im ostpreußischen Kreis Neidenburg eingegliedert. Im Jahre 1910 zählte Springborn neun Einwohner.
Am 30. September 1929 kam Springborn zur Gemeinde Modlken (1938 bis 1945 Modelkau, polnisch Módłki), innerhalb derer es einen Wohnplatz bildete.
In Kriegsfolge wurde Springborn 1945 innerhalb des gesamten südlichen Ostpreußen an Polen überstellt und erhielt die polnische Namensform „Parowa“. Heute ist die kleine Osada leśna (= Waldsiedlung) eine Ortschaft in der Gmina Nidzica (Stadt- und Landgemeinde Neidenburg) im Powiat Nidzicki (Kreis Neidenburg), bis 1998 der Woiwodschaft Olsztyn, seither der Woiwodschaft Ermland-Masuren zugehörig.

## Kirche
Bis 1945 war Springborn in die evangelische Kirche Muschaken (polnisch Muszaki) in der Kirchenprovinz Ostpreußen der Kirche der Altpreußischen Union, außerdem in die römisch-katholische Kirche Neidenburg im Bistum Ermland eingepfarrt.
Heute gehört Parowa evangelischerseits zur Kirche in Nidzica innerhalb der Diözese Masuren der Evangelisch-Augsburgischen Kirche in Polen sowie katholischerseits zur Pfarrei Muszaki im Erzbistum Ermland.

## Verkehr
Nach Porowa führt eine Nebenstraße, die bei Módłki (Modlken, 1938 bis 1945 Moddelkau) von der Woiwodschaftsstraße 604 abzweigt. Auch von Zdrojek (1938 bis 1945 Schnepfenberge) aus ist Parowa direkt zu erreichen. Eine Anbindung an den Bahnverkehr besteht nicht.